# Plebiscito sobre el estatus político de Puerto Rico de 2017
El plebiscito sobre el estatus político de Puerto Rico de 2017 se realizó el domingo 11 de junio de ese año.

## Resultado
Tras los resultados del plebiscito de 2012 el congreso de los Estados Unidos autorizó la asignación de fondos para un plebiscito que resuelva el estatus de Puerto Rico. El resultado de 2012 dejó claro que Puerto Rico no desea continuar con su estatus actual pero no dejó claro que opción prefieren. El gobernador de Puerto Rico ganó las elecciones con la promesa de un plebiscito que se celebró el 11 de junio.

## Opciones
Las opciones incluyeron:
- La estadidad o la integración total a los Estados Unidos de América. Esta opción le daría a Puerto Rico representación en el congreso lo que esperan los estadistas que logre paridad para Puerto Rico en asignaciones de fondos federales. Puerto Rico tendría que pagar income tax. Y Puerto Rico perdería su representación única en el deporte y los concursos de belleza.

- La independencia o separación total de los Estados Unidos. La independencia le daría a Puerto Rico su propia soberanía. Sería la primera vez que Puerto Rico ejerce soberanía propia desde que fue colonizado por España en 1492 y luego invadido por Estados Unidos en 1898. Puerto Rico independiente podría tener comercio con otros países, cosa que no se le permite actualmente. No está claro como Puerto Rico manejaría su comercio, defensa, moneda, ciudadanía o la deuda. Es posible que Puerto Rico reclame reparaciones por el período que fue invadido por  Estados Unidos o que se renegocie la deuda.

- El Estado Libre Asociado es el estatus actual. En este estatus la soberanía de Puerto Rico emana del congreso. Varios casos importantes han tocado el tema y las limitaciones de este estatus como Puerto Rico vs Sanchez Valle y Puerto Rico vs California tax free trust. Los puertorriqueños son americanos de nacimiento y teóricamente pueden ser electos como presidente aunque tendrían que vivir en un estado 14 años para cumplir ese requisito ya que vivir en Puerto Rico no cuenta. Puerto Rico paga payroll taxes pero no income tax a nivel federal. La defensa es garantizada por las fuerzas armadas de Estados Unidos. El dólar es la moneda en la isla. Puerto Rico mantiene su representación única en los deportes y concursos de belleza. Puerto Rico puede votar en las primarias pero no en las elecciones generales. Y finalmente Puerto Rico envía un comisionado residente al congreso que tiene voz pero no tiene voto.